# جانی ده بیازی
جووانی «جانی» د بیازی (تلفظ ایتالیایی: [ˈdʒanni de ˈbja:zi]؛ زادهٔ ۱۶ ژوئن ۱۹۵۶) بازیکن سابق و مربی فوتبال اهل ایتالیا است.
از باشگاه‌هایی که در آن بازی کرده‌است می‌توان به پالرمو، ویچنزا، برشا، اینتر میلان و دلفینو پسکارا اشاره کرد.
بیازی مربی تیم‌هایی همچون کارپی، مودنا، برشا، تورینو، لوانته، اودینزه و تیم ملی فوتبال آلبانی را در کارنامه دارد.